# Tillandsioideae
Die Tillandsioideae sind eine Unterfamilie innerhalb der Pflanzenfamilie der Bromeliengewächse (Bromeliaceae). Die seit 2016 etwa 21 Gattungen mit etwa 1100 Arten sind in der Neotropis weitverbreitet.

## Hauptmerkmale

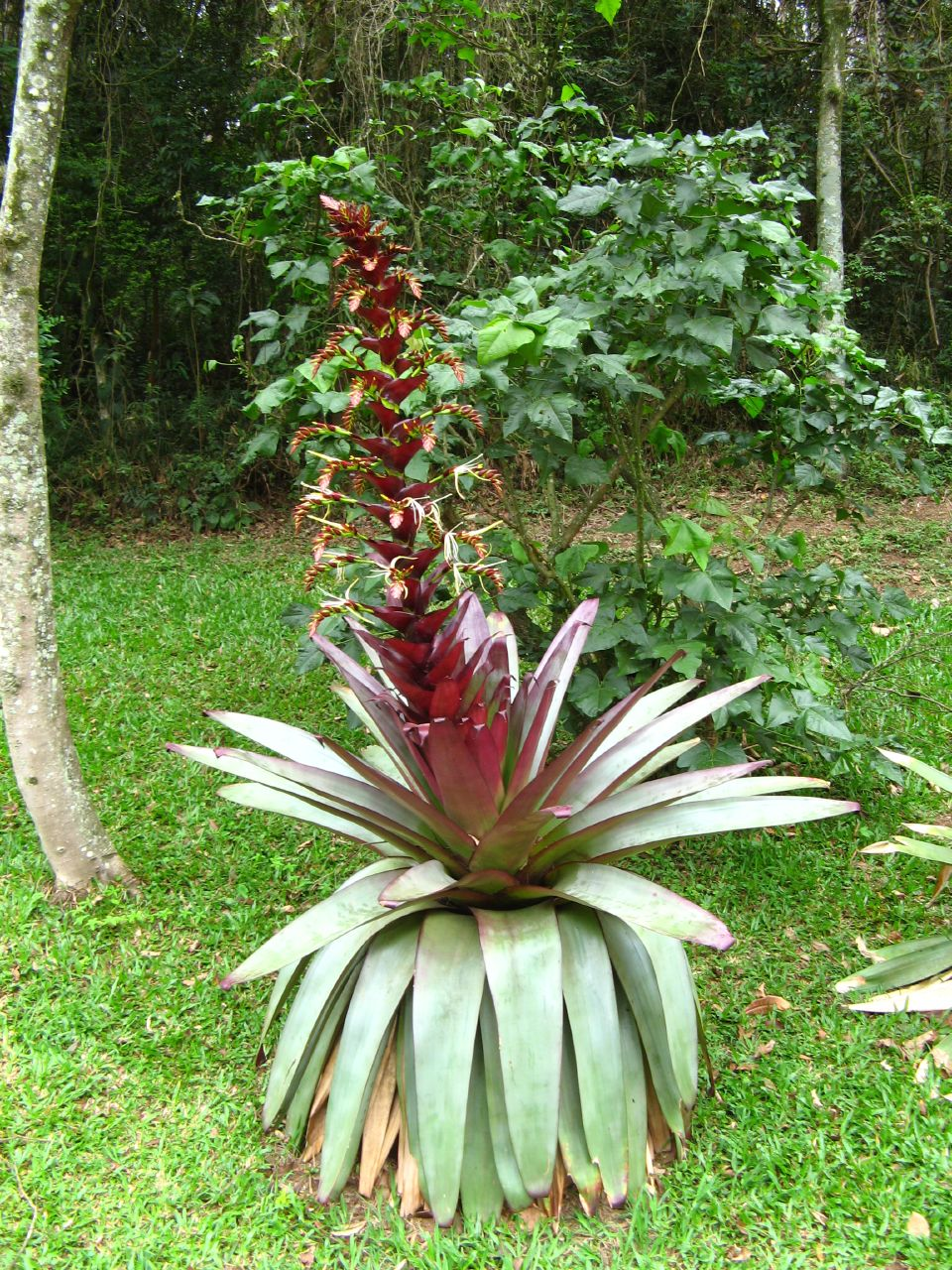
Die sehr große Trichterbromelie Alcantarea imperialis

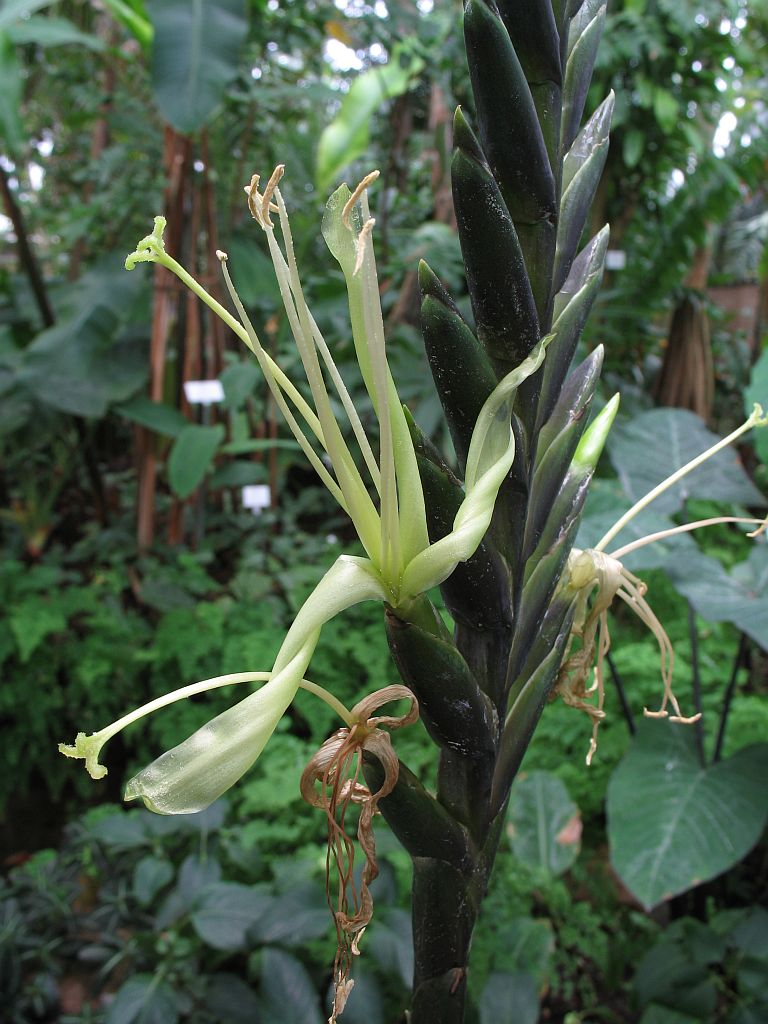
Dreizählige Blüte von Pseudalcantarea viridiflora

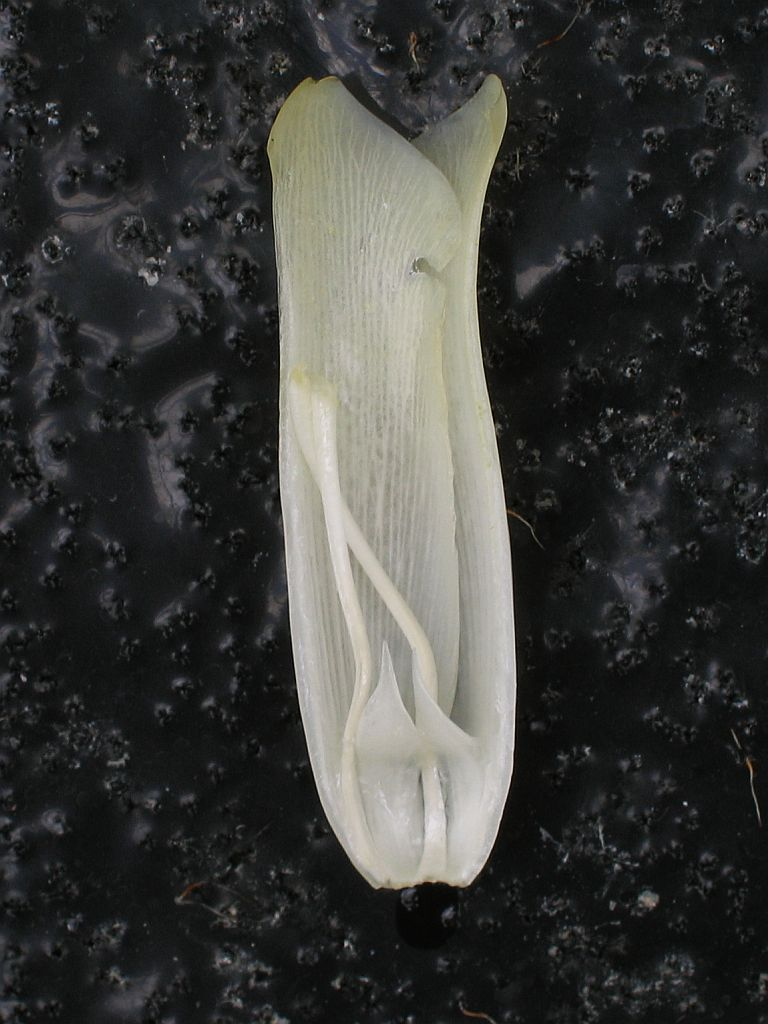
Aufgeschnittene Blüte im Detail von Vriesea roethii; deutlich zu erkennen die Ligulae, die schuppenartigen Fortsätze an der Basis der Kronblätter, die für die Unterscheidung der Gattungen dieser Unterfamilie wichtig sind

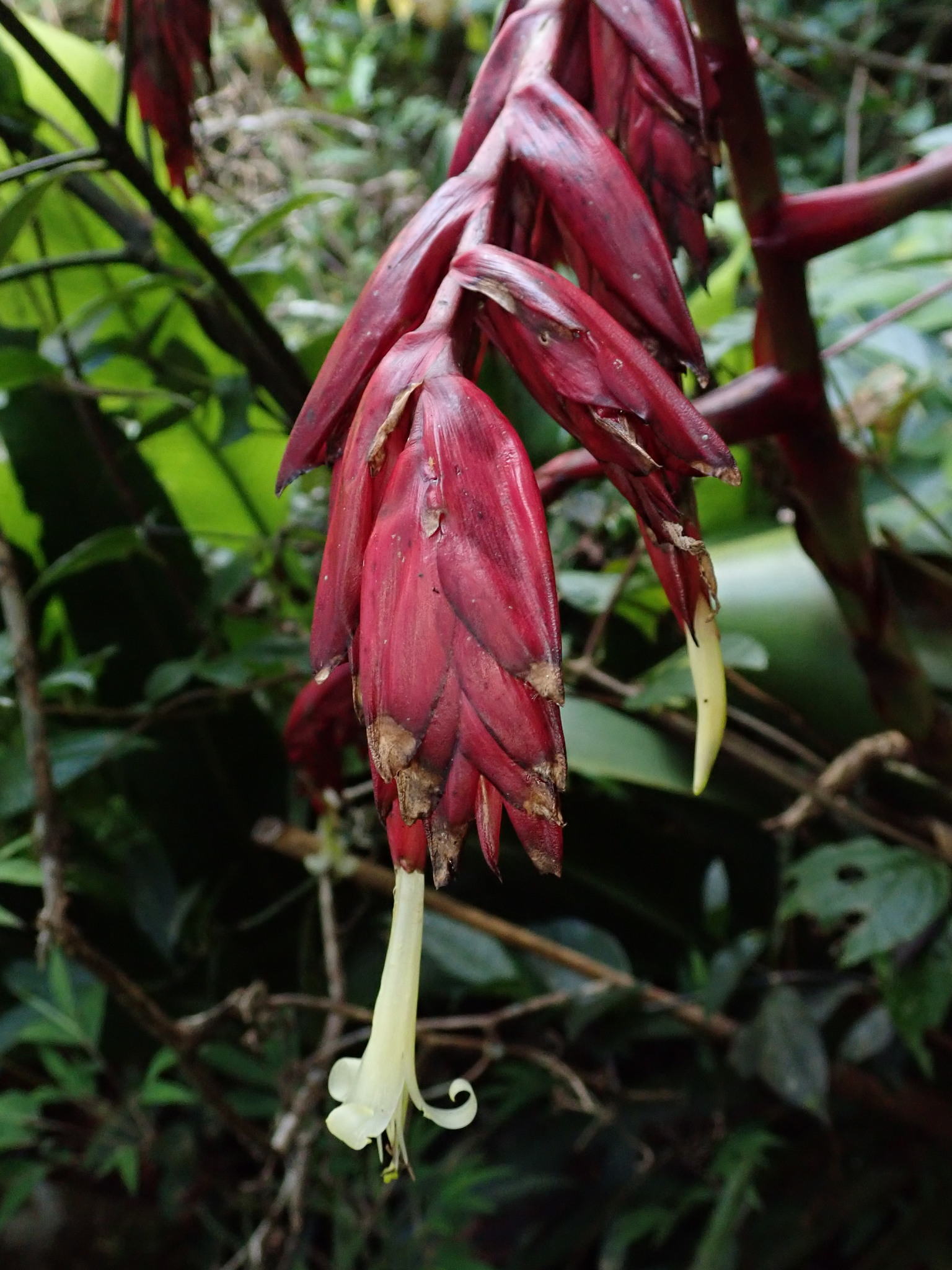
Blütenstand und Blüten von Gregbrownia fulgens

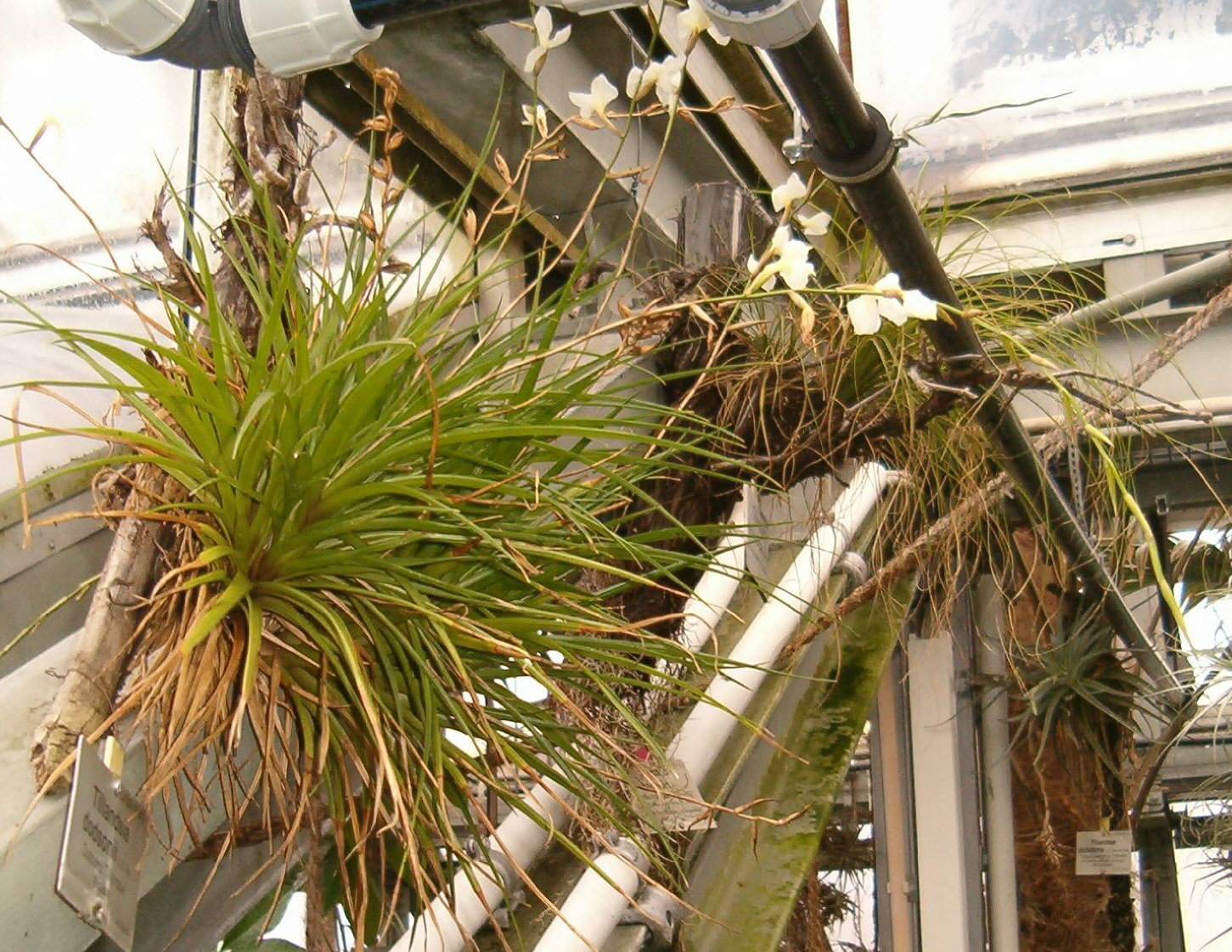
Habitus, Blätter, Blütenstände und weiße Blüten von Lemeltonia dodsonii

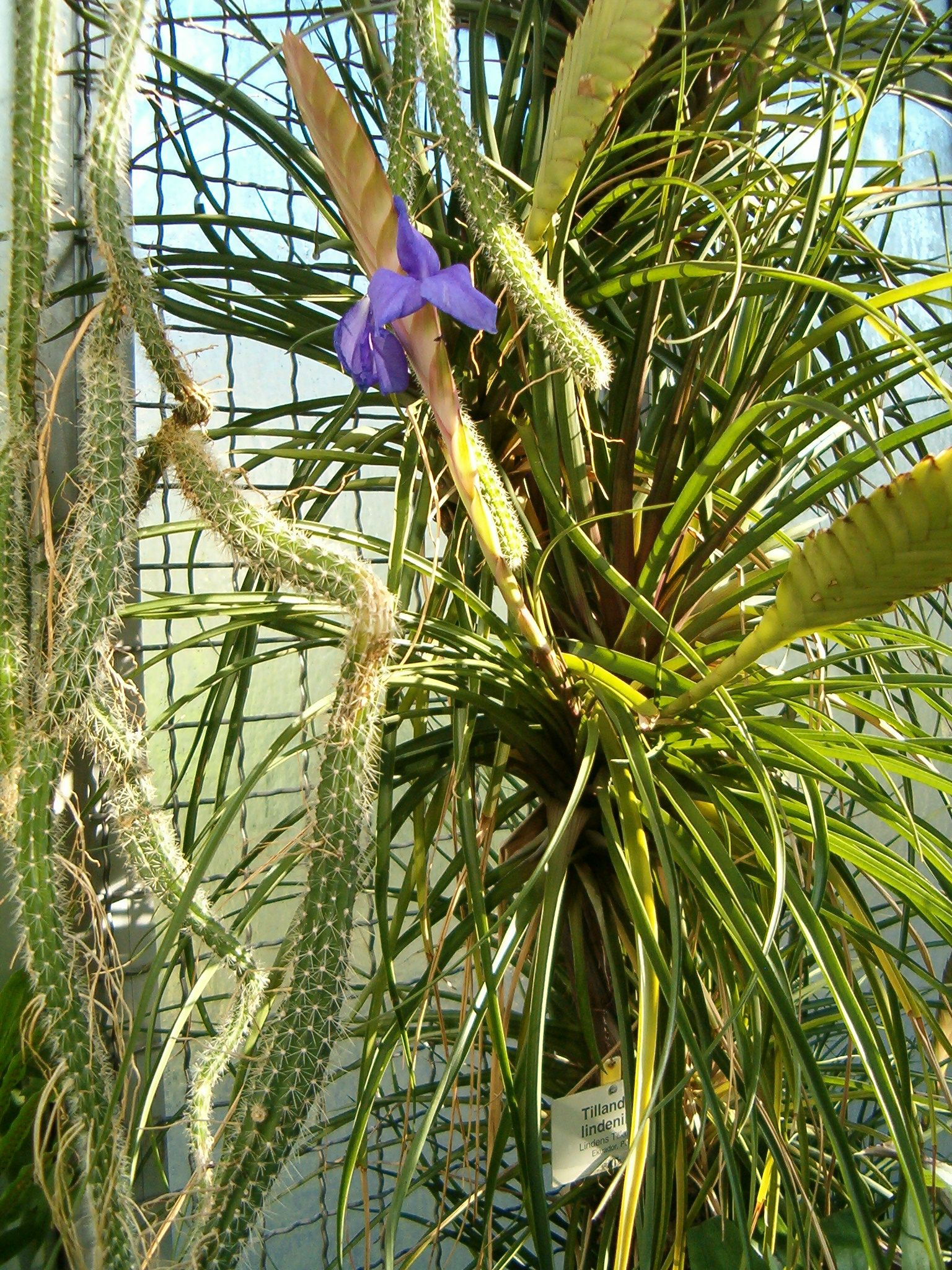
Wallisia cyanea

Es sind ausdauernde krautige Pflanzen. Sie wachsen meist epiphytisch oder lithophytisch. Zur vegetativen Vermehrung werden Kindel gebildet. Die einfachen Laubblätter sind parallelnervig. Es sind Saugschuppen zur Wasseraufnahme in das Laubblatt vorhanden. Es werden oft auffällige Blütenstände gebildet. Die zwittrigen Blüten sind pentacyclisch und dreizählig. Drei Fruchtblätter sind zu einem dreikammerigen Fruchtknoten verwachsen.
Hauptmerkmale der Unterfamilie Tillandsioideae zu den anderen Unterfamilien der Bromeliaceae sind ihre:
- Blattränder, die immer glatt sind, während in den anderen Unterfamilien die Laubblätter oft bewehrt sind
- oberständigen oder halbunterständigen Fruchtknoten
- Früchte: es sind dreifächerige, septizide, trockene Kapselfrüchte
- Samen: sie haben Flughaare (ähnlich wie bei Löwenzahn).

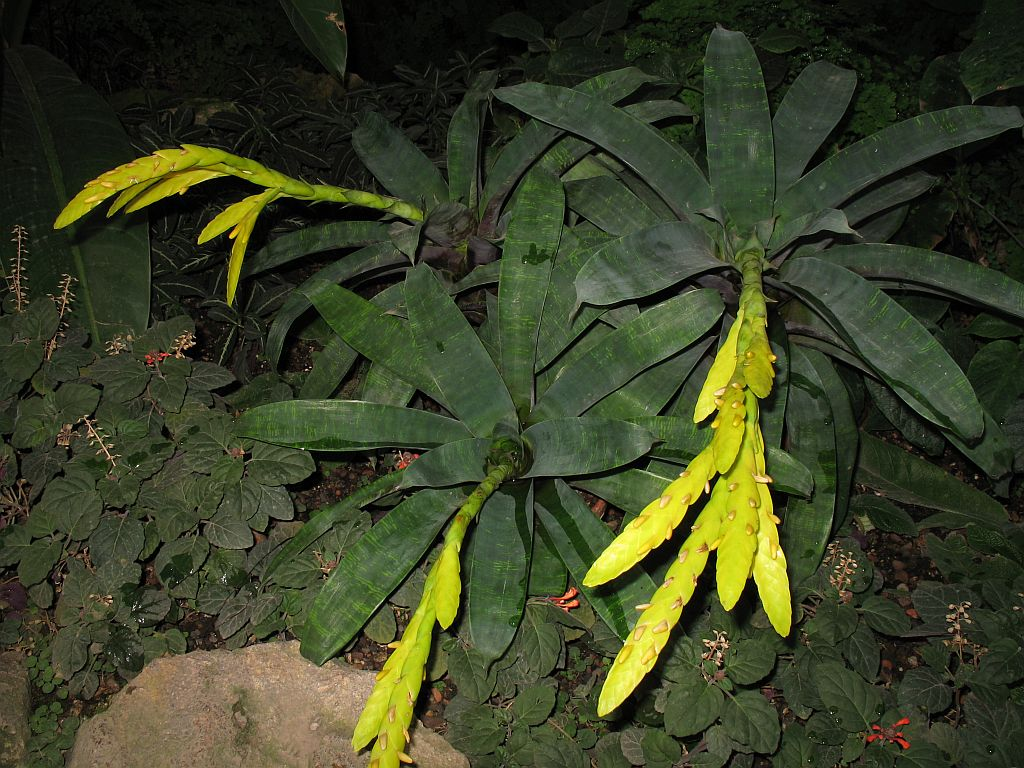
Habitus und Blütenstände von Goudaea ospinae var. gruberi

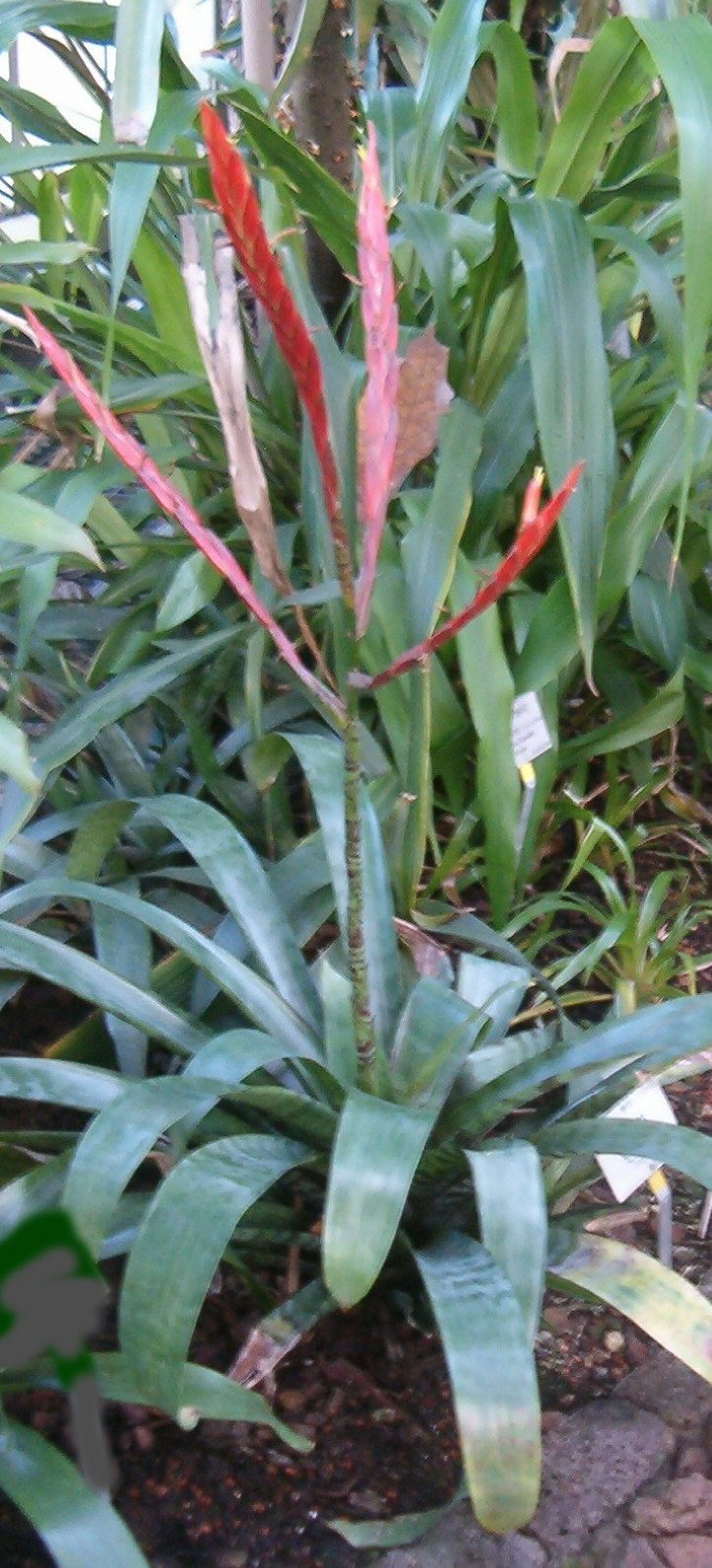
Habitus, gestreifte Laubblätter und verzweigter Blütenstand von Lutheria glutinosa

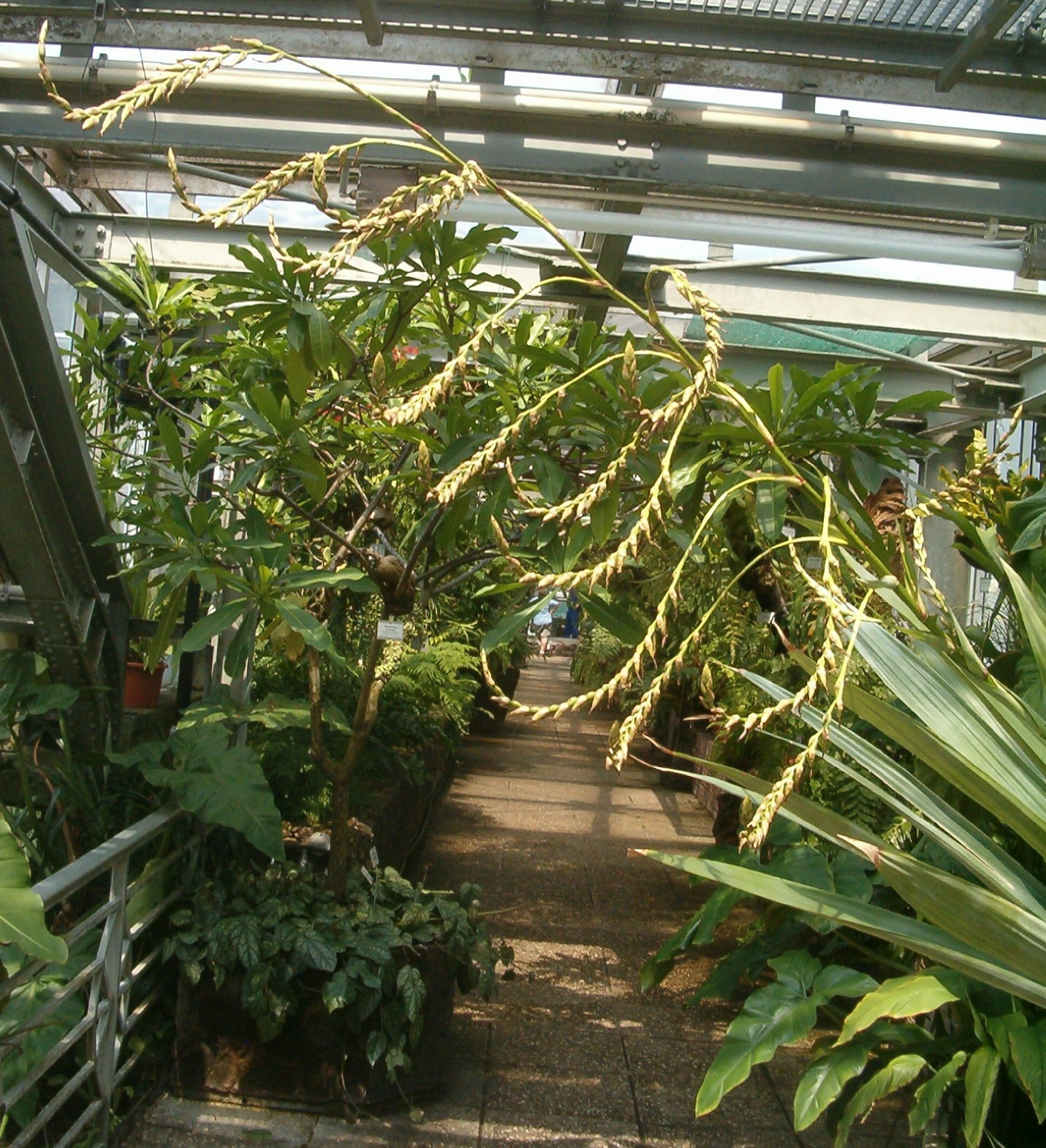
Laubblätter und Blütenstand von Zizkaea tuerckheimii

## Systematik
Die Systematik der Unterfamilie Tillandsioideae ist wegen der Abgrenzungsproblematik der Gattungen und neuerer phylogenetischer Untersuchungen steten Veränderungen unterworfen. Barfuss et al. veröffentlichten im Oktober 2016 eine neue Systematik mit 13 neuen Gattungen.
Zur Unterfamilie Tillandsioideae gehören etwa 1100 Arten. Es gehörten etwa 9 Gattungen und seit Barfuss et al. 2016 gehören etwa 21 Gattungen zu den Tillandsioideae.
Bis 2016 wurde bereits die Gattung Tillandsia geteilt in: Tillandsien (Tillandsia) und Racinaea. Der Versuch eine weitere Gattung, Viridantha Espejo, abzutrennen, wurde in keiner darauffolgenden Bearbeitung anerkannt; sie ist allerdings seit 2016 eine neue Untergattung Tillandsia subgen. Viridantha (Espejo) W.Till & Barfuss von Tillandsia.
Die Gattung Vriesea wurde bereits vor 2016 geteilt in: Vriesea, Alcantarea und Werauhia; 2016 werden weitere 26 Arten in die neuen Gattung Goudaea, Jagrantia, Lutheria, Stigmatodon und Zizkaea ausgegliedert.
Die Unterfamilie wird in vier Tribus und seit 2016 zwei Subtribus gegliedert:
- Tribus Catopsideae (Syn.: Pogospermeae): Der Fruchtknoten ist oberständig. Sie enthält nur eine Gattung:
  - Catopsis Griseb.: Die 18 bis 21 Arten sind von Florida und Mexiko über Zentralamerika bis Venezuela und Guyana bis ins östliche Brasilien verbreitet und kommen auf Karibischen Inseln vor.

- Tribus Glomeropitcairnieae Harms: Der Fruchtknoten ist halbunterständig. Sie enthält nur eine Gattung:
  - Glomeropitcairnia Mez: Die nur zwei Arten kommen auf den Kleinen Antillen vor.[2]

- Tribus Tillandsieae Dumort.: Der Fruchtknoten ist halbunterständig. Sie enthält seit 2016 acht Gattungen und eine natürliche Hybridgattung:
  - Guzmania Ruiz & Pav.: Die etwa 200 Arten sind in der Neotropis verbreitet.[2]
  - Racinaea M.A.Spencer & L.B.Sm.: Die etwa 62 bis 77 Arten sind in der Neotropis weitverbreitet.[2]
  - Tillandsia L. (Syn.: Acanthospora Spreng., Allardtia A.Dietr., Amalia Endl., Anoplophytum Beer, Bonapartea Ruiz & Pav., Caraguata Adanson, Dendropogon Raf., Diaphoranthema Beer, Misandra F.Dietr., Phytarrhiza Vis., Pityrophyllum Beer, Platyshachys Beer, Platystachys K.Koch, Renealmia L., Strepsia Nuttall ex. Steud., Viridantha Espejo): Die über 550 Arten sind in der Neotropis weitverbreitet.[2]
  - Barfussia Manzan. & W.Till: Sie wurde 2016 aufgestellt[1] und enthält seit 2021 etwa fünf Arten:[2]
    - Barfussia laxissima (Mez) Manzan. & W.Till[2]
    - Barfussia moorei (H.Luther) Gouda[2]
    - Barfussia platyrhachis (Mez) Manzan. & W.Till[2]
    - Barfussia robusta Gouda: Sie wurde 2021 erstbeschrieben.[2]
    - Barfussia wagneriana (L.B.Sm.) Manzan. & W.Till (Syn.: Tillandsia wagneriana L.B.Sm.): Sie gedeiht in Höhenlagen von etwa 800 Metern in Peru.[2] Sie wird als Zierpflanze verwendet.

  - Gregbrownia W.Till & Barfuss: Sie wurde 2016 aufgestellt. Von den vier Arten kommen drei in Ecuador und eine kommt nur in der peruanischen Region Amazonas vor.[1][2]
    - Gregbrownia brownii (H.Luther) W.Till & Barfuss (Syn.: Mezobromelia brownii H.Luther): Sie kommt in Ecuador vor.[1][2]
    - Gregbrownia fulgens (L.B.Sm.) W.Till & Barfuss (Syn.: Mezobromelia fulgens L.B.Sm.): Sie kommt in Ecuador vor.[1][2]
    - Gregbrownia hutchisonii (L.B.Sm.) W.Till & Barfuss (Syn.: Tillandsia hutchisonii L.B.Sm., Mezobromelia trollii Rauh, Mezobromelia hutchisonii (L.B.Sm.) W.Weber & L.B.Sm.): Sie kommt nur in der peruanischen Region Amazonas vor.[1][2]
    - Gregbrownia lyman-smithii (Rauh & Barthlott) W.Till & Barfuss (Syn.: Mezobromelia lyman-smithii Rauh & Barthlott): Sie kommt in Ecuador vor.[1][2]

  - Lemeltonia Barfuss & W.Till: Sie wurde 2016 aufgestellt. Von den etwa sieben Arten kommen die meisten Arten nur in Ecuador, eine auch in Peru vor, aber eine Art ist in der Neotropis weitverbreitet:[1][2]
    - Lemeltonia acosta-solisii (Gilmartin) Barfuss & W.Till (Syn.: Tillandsia acosta-solisii Gilmartin): Sie kommt in Ecuador vor.[1][2]
    - Lemeltonia cornuta (Mez & Sodiro) Barfuss & W.Till (Syn.: Tillandsia cornuta Mez & Sodiro): Sie kommt in Ecuador vor.[1][2]
    - Lemeltonia dodsonii (L.B.Sm.) Barfuss & W.Till (Syn.: Tillandsia dodsonii L.B.Sm.): Sie ist nur von der Typusaufsammlung in Ecuador bekannt.[1][2]
    - Lemeltonia monadelpha (E.Morren) Barfuss & W.Till (Syn.: Tillandsia monadelpha E.Morren): Sie kommt von Zentralamerika bis Ecuador und im nördlichen Brasilien vor.[1][2]
    - Lemeltonia narthecioides (C.Presl) Barfuss & W.Till (Syn.: Tillandsia narthecioides C.Presl): Sie kommt in Ecuador vor.[1][2]
    - Lemeltonia scaligera (Mez & Sodiro) Barfuss & W.Till (Syn.: Tillandsia scaligera Mez & Sodiro): Sie kommt in Ecuador vor.[1][2]
    - Lemeltonia triglochinoides (C.Presl) Barfuss & W.Till (Syn.: Tillandsia triglochinoides C.Presl): Sie kommt in Ecuador sowie Peru vor.[1][2]

  - Pseudalcantarea (Mez) Pinzón & Barfuss: Sie wurde 2016 aufgestellt und enthält etwa drei Arten:[1][2]
    - Pseudalcantarea grandis (Schltdl.) Pinzón & Barfuss (Syn.: Tillandsia grandis Schltdl., Tillandsia viridiflora sensu L.B.Sm.)[2]
    - Pseudalcantarea macropetala (Wawra) Pinzón & Barfuss (Syn.: Tillandsia macropetala Wawra)[2]
    - Pseudalcantarea viridiflora (Beer) Pinzón & Barfuss (Syn.: Platystachys viridiflora Beer, Vriesea billbergiae Lem., Tillandsia billbergiae (Lem.) Baker, Tillandsia orizabensis Baker, Tillandsia viridiflora (Beer) Baker, Tillandsia longiflora Sessé & Moç., Tillandsia virginalis sensu Wittmack, Vriesea macropetala Hort., Tillandsia grandis sensu Mez)[2]

  - Wallisia E.Morren: Sie wurde 2016 reaktiviert und enthält vier Arten sowie eine Hybride:[1][2]
    - Wallisia anceps (Lodd.) Barfuss & W.Till (Syn.: Tillandsia anceps Lodd., Vriesea anceps (Lodd.) Lemaire, Tillandsia xiphostachys Griseb., Vriesea schlechtendalii Wittm., Vriesea schlechtendalii var. alba Wittm., Tillandsia lineatifolia Mez)
    - Wallisia cyanea Barfuss & W.Till (Syn.: Tillandsia lindenii var. lindenii, Tillandsia cyanea sensu L.B.Sm., Tillandsia lindenii H.Laurentius, Tillandsia lindenii K.Koch, Tillandsia lindenii E.Morren, Vriesea lindenii (E.Morren) Lem., Tillandsia coerulea Linden ex K.Koch, Tillandsia lindenii var. regeliana E.Morren, Tillandsia morreniana Regel, Wallisia lindenii E.Morren, Tillandsia lindenii var. luxurians E.Morren, Tillandsia lindenii var. major Dombrain, Tillandsia lindenii var. rutilans Linden ex Houllet, Tillandsia lindenii var. vera Dombrain, Vriesea violacea hort. ex Houllet, Tillandsia lindenii var. intermedia E.Morren ex Carrière, Tillandsia lindenii var. genuina E.Morren, Tillandsia lindenii var. regeliana sensu André, Tillandsia lindenii var. splendida Carrière, Tillandsia lindenii var. violacea hort. ex André, Tillandsia lindenii var. violacea André, Tillandsia lindeniana sensu Mez, Tillandsia lindenii Hasack, Möllers, Tillandsia lindenii var. koutsinskyana (E.Morren) L.B.Sm., Tillandsia lindenii var. luxurians (E.Morren) L.B.Sm., Tillandsia var. cyanea sensu L.B.Sm., Tillandsia lindenii var. abundans L.B.Sm.)
    - Wallisia ×duvalii (L.Duval) Barfuss & W.Till
    - Wallisia lindeniana (Regel) E.Morren (Syn.: Tillandsia lindeniana Regel, Tillandsia lindenii Regel, Tillandsia umbellata André)
    - Wallisia pretiosa (Mez) Barfuss & W.Till (Syn.: Tillandsia lindenii var. tricolor E.Morren, André, Tillandsia pretiosa Mez, Tillandsia cyanea var. tricolor (André) L.B.Sm., Tillandsia cyanea var. elatior L.B.Sm.)

  - ×Guzlandsia Gouda: Sie wurde 2020 aufgestellt und es gibt nur eine Art:[2]
    - ×Guzlandsia barbiei (Rauh) Gouda (Syn.: Guzmania barbiei Rauh) = Hybride aus Guzmania monostachia × Tillandsia complanata: Sie kommt nur im westlichen Ecuador vor.[2]

- Tribus Vrieseeae W.Till & Barfuss: Der Fruchtknoten ist halbunterständig. Sie enthält zwei Subtribus:[1][2]
Subtribus Vrieseinae W.Till & Barfuss: Sie wurde 2016 aufgestellt und enthält etwa vier Gattungen:[1][2]
  - Alcantarea (E.Morren ex Mez) Harms: Die seit 2014 etwa 47 Arten[2] gedeihen auf Felsaufschlüssen nur im östlichen Brasilien.
  - Stigmatodon Leme, G.K.Br. & Barfuss: Sie wurde 2016 aufgestellt[1] und enthält seit 2023 etwa 34 Arten in Brasilien.[2]
  - Vriesea Lindl. (Syn.: Hexalepis Raf., Psittacinae Wawra, Macrostachyae Wittm., Neovriesea Britton): Die fast 200 Arten sind in der Neotropis weitverbreitet.[2]
  - Waltillia Leme, Barfuss & Halbritter: Sie wurde 2017 mit nur einer Art aufgestellt[1][3] und sie enthält seit 2021 zwei Arten:[2]
    - Waltillia hatschbachii (L.B.Sm. & R.W.Read) Leme, Barfuss & Halbritter (Syn.: Vriesea hatschbachii L.B.Sm. & R.W.Read, Alcantarea hatschbachii (L.B.Sm. & R.W.Read) Leme):[3] Sie gedeiht terrestrisch an Fließgewässern entlang enger Täler in Höhenlagen von 1180 bis 1250 Metern nur im brasilianischen Bundesstaat Minas Gerais.[2]
    - Waltillia itambana T. Machado & Versieux: Die Erstbeschreibung erfolgte 2021. Sie gedeiht terrestrisch in Höhenlagen von etwa 1590 Metern nur im brasilianischen Bundesstaat Minas Gerais.[2] Sie wurde bisher nur im Pico do Itambé State Park auf dem Diamantina Plateau in der Espinhaço Bergkette gefunden.[4]

Subtribus Cipuropsidinae W.Till & Barfuss: Sie wurde 2016 aufgestellt und enthält acht Gattungen:[1][2][2]
  - Cipuropsis Ule: Sie wurde 2016 aus der Gattung Vriesea reaktiviert. Es war eine monotypische Gattung und enthält seit 2023 etwa sieben Arten.[2]
  - Goudaea W.Till & Barfuss: Sie wurde 2016 aufgestellt und enthält zwei Arten, die wohl nur in Kolumbien vorkommen:[1][2]
    - Goudaea chrysostachys (E.Morren) W.Till & Barfuss (Syn.: Vriesea chrysostachys E.Morren): Es gibt zwei Varietäten:[1][2]
      - Goudaea chrysostachys (E.Morren) W.Till & Barfuss var. chrysostachys
      - Goudaea chrysostachys var. stenophylla (L.B.Sm.) W.Till & Barfuss: Sie gedeiht lithophytisch in Wäldern in Höhenlagen von 250 bis 270 Metern im kolumbianischen Amazonas-Vaupes.[1][2]

    - Goudaea ospinae (H.Luther) W.Till & Barfuss (Syn.: Vriesea ospinae H.Luther): Es gibt zwei Varietäten in Kolumbien:[1][2]
      - Goudaea ospinae var. gruberi (H.Luther) W.Till & Barfuss: Sie gedeiht in Höhenlagen von 3 bis 500 Metern im kolumbianischen Boyaca.[1][2]
      - Goudaea ospinae (H.Luther) W.Till & Barfuss var. ospinae: Über sie ist wenig bekannt.[2]

  - Jagrantia Barfuss & W.Till: Sie wurde 2016 aufgestellt und es gibt nur eine Art:[1][2]
    - Jagrantia monstrum (Mez) Barfuss & W.Till (Syn.: Tillandsia monstrum Mez, Vriesea monstrum (Mez) L.B.Sm.): Sie gedeiht epiphytisch im Mangrove-Sumpf und in Bergwäldern in Höhenlagen von 0 bis 1050 Metern in Costa Rica in Cartago und in Kolumbien in Valle sowie Antioquia.[2]

  - Josemania W.Till & Barfuss: Sie wurde 2016 aufgestellt. Die etwa fünf Arten sind in Zentral- und Südamerika verbreitet:[1][2]
    - Josemania asplundii (L.B.Sm.) W.Till & Barfuss: Sie kommt in Ecuador vor.[1][2]
    - Josemania delicatula (L.B.Sm.) W.Till & Barfuss: Sie kommt im südlichen Kolumbien vor.[1][2]
    - Josemania pinnata (Mez & Sodiro) W.Till & Barfuss: Sie kommt in Panama sowie Ecuador vor.[1][2]
    - Josemania singularis (Mez & Wercklé) W.Till & Barfuss: Sie kommt in Costa Rica sowie Panama vor.[1][2]
    - Josemania truncata (L.B.Sm.) W.Till & Barfuss: Es gibt zwei Varietäten:[2]
      - Josemania truncata var. major (H.Luther) W.Till & Barfuss: Sie kommt in Ecuador nur in Loja vor.[1][2]
      - Josemania truncata (L.B.Sm.) W.Till & Barfuss var. truncata (H.Luther) W.Till & Barfuss: Sie kommt in Ecuador nur in Pichincha vor.[1][2]

  - Lutheria Barfuss & W.Till: Sie wurde 2016 aufgestellt und enthält vier Arten, die in Venezuela, Guyana, Suriname, Französisch-Guyana, Trinidad und Tobago vorkommen.[1][2]
  - Mezobromelia L.B.Sm.: Die (früher etwa neun) seit 2016 nur noch etwa fünf Arten sind hauptsächlich im westlichen Südamerika in den Anden von Kolumbien bis Peru verbreitet. Zwei Arten kommen auch auf karibischen Inseln vor und eine davon ist auch von Costa Rica bis Brasilien verbreitet.[2]
  - Werauhia J.R.Grant: Die etwa 87 Arten sind in der Neotropis weitverbreitet.[2]
  - Zizkaea W.Till & Barfuss: Sie wurde 2016 aufgestellt und es gibt nur eine Art:[1][2]
    - Zizkaea tuerckheimii (Mez) W.Till & Barfuss (Syn.: Vriesea tuerckheimii (Mez) L.B.Sm.): Sie kommt nur auf Hispaniola vor.[2]

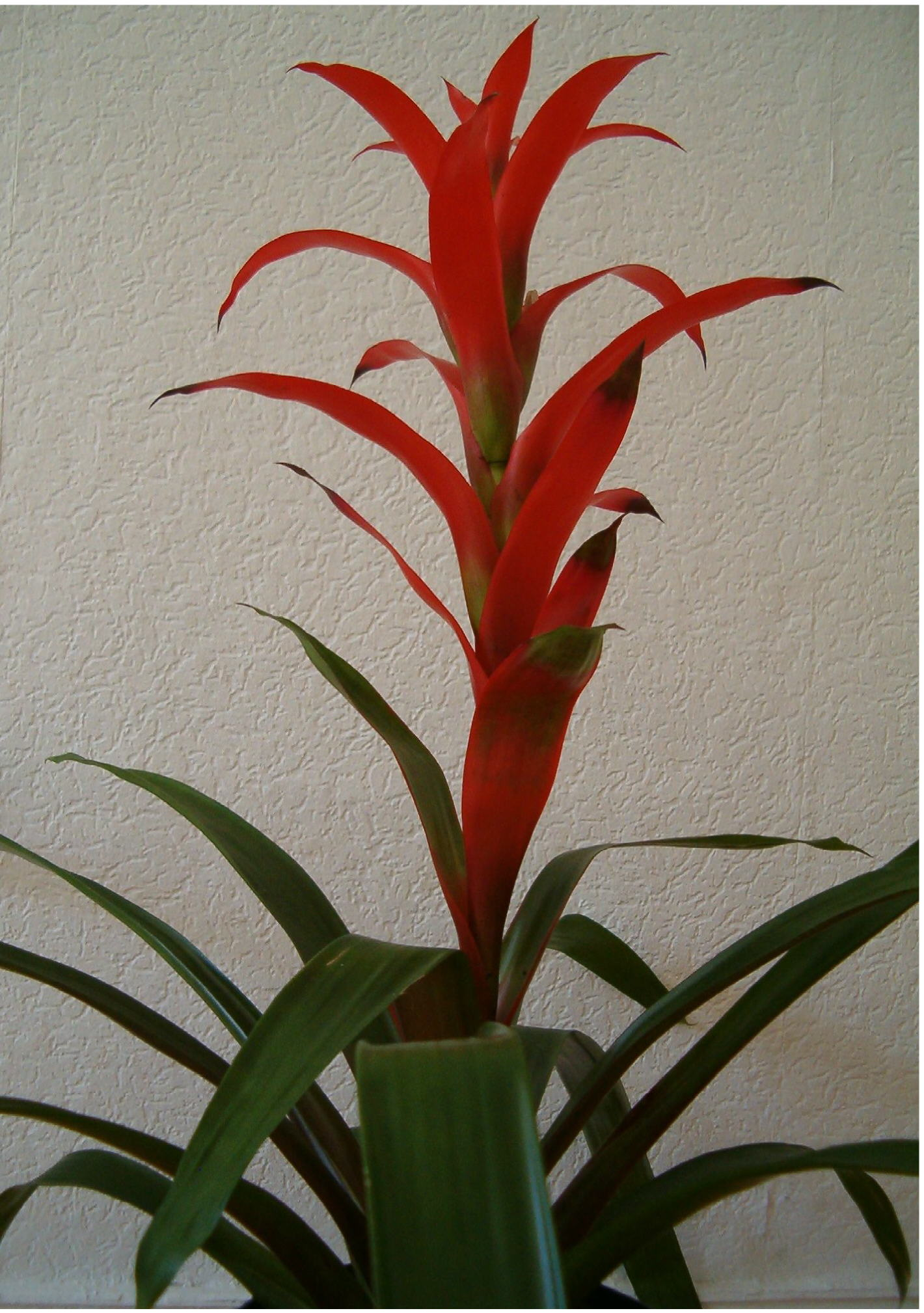
Guzmania-Hybride ‘Rana’,
Züchter Corn. Bak,
Eltern: Guzmania wittmackii ‘Red’ × Guzmania lingulata var. cardinalis
eine langblühende Sorte die als Zimmerpflanze verwendet wird

## Nutzung
Besonders Arten sowie ihre Sorten und Hybriden der Gattungen Guzmania, Lutheria, Vriesea und Tillandsia werden als Zierpflanzen in frostfreien Gebieten in Parks und Gärten sowie als Zimmerpflanzen verwendet.